# Tiago Machado
Tiago José Pinto Machado (Vila Nova de Famalicão, 18 oktober 1985) is een voormalig Portugees wielrenner. Einde 2022 beëindigde hij zijn professionele loopbaan.

## Palmares

### Overwinningen
2007
Jongerenklassement Ronde van Portugal
2008
Eindklassement Troféu Joaquim Agostinho
2009
Jongerenklassement Ronde van de Algarve
 Portugees kampioen tijdrijden, Elite
2010
2e etappe deel B Ronde van de Sarthe
Jongerenklassement Internationaal Wegcriterium
2013
Bergklassement Ronde van Wallonië
2014
Eindklassement Ronde van Slovenië

### Resultaten in voornaamste wedstrijden
| Jaar | Ronde van Italië | Ronde van Frankrijk | Ronde van Spanje |
| ---- | ---------------- | ------------------- | ---------------- |
| 2010 |                  |                     |                  |
| 2011 | 19e              |                     | 32e              |
| 2012 |                  |                     | 40e              |
| 2013 | 36e              |                     |                  |
| 2014 |                  | 72e                 |                  |
| 2015 |                  | 72e                 | 36e              |
| 2016 |                  |                     | 85e              |
| 2017 |                  | 74e                 |                  |
| 2018 |                  |                     | 79e              |

| Jaar | Amstel Gold Race | Luik-Bast.‑Luik | Ronde van Lombardije | Waalse Pijl |  | WK op de weg |  | Wereldranglijsten |
| ---- | ---------------- | --------------- | -------------------- | ----------- |  | ------------ |  | ----------------- |
| 2010 |                  |                 |                      |             |  |              |  | 86e (UWK)         |
| 2011 |                  |                 | opgave               |             |  |              |  | 100e (UWT)        |
| 2012 |                  |                 |                      |             |  |              |  | 57e (UWT)         |
| 2013 |                  |                 |                      |             |  | 36e          |  | 146e (UWT)        |
| 2014 |                  | 17e             | 18e                  |             |  | 54e          |  |                   |
| 2015 | 115e             | 50e             |                      | 80e         |  |              |  | 205e (UWT)        |
| 2016 | 85e              | opgave          |                      | 101e        |  |              |  |                   |
| 2017 |                  | 64e             |                      |             |  | 64e          |  | 314e (UWT)        |
| 2018 |                  |                 |                      |             |  | opgave       |  | 334e (UWT)        |

### Resultaten in kleinere rondes
| Jaar | Tour Down Under | Parijs-Nice | Tirreno-Adriatico | Ronde van Catalonië | Ronde van het Baskenland | Ronde van Romandië | Critérium du Dauphiné | Ronde van Zwitserland | Ronde van Polen | Eneco Tour | Ronde van Peking |
| ---- | --------------- | ----------- | ----------------- | ------------------- | ------------------------ | ------------------ | --------------------- | --------------------- | --------------- | ---------- | ---------------- |
| 2010 |                 | 56e         |                   |                     |                          | 6e                 |                       |                       | 9e              | 12e        |                  |
| 2011 |                 |             | 7e                |                     |                          |                    |                       |                       | 18e             |            | 24e              |
| 2012 | ↑               |             |                   | opgave              |                          | 15e                | 18e                   |                       | 8e              |            |                  |
| 2013 | 9e              |             |                   | 17e                 |                          | 17e                |                       |                       |                 |            |                  |
| 2014 |                 |             | 47e               |                     |                          |                    |                       |                       |                 |            |                  |
| 2015 | 12e             | opgave      |                   |                     |                          |                    | 41e                   |                       |                 |            |                  |
| 2016 | 18e             |             | 31e               |                     |                          |                    |                       | opgave                |                 |            |                  |
| 2017 | 58e             |             |                   | opgave              | 54e                      |                    | opgave                |                       |                 |            |                  |

## Ploegen
- 2005 –  Carvalhelhos-Boavista
- 2006 –  Carvalhelhos-Boavista
- 2007 –  Riberalves-Boavista
- 2008 –  Madeinox Boavista
- 2009 –  Madeinox Boavista
- 2010 –  Team RadioShack
- 2011 –  Team RadioShack
- 2012 –  RadioShack-Nissan-Trek
- 2013 –  RadioShack Leopard
- 2014 –  Team NetApp-Endura
- 2015 –  Team Katjoesja
- 2016 –  Team Katjoesja
- 2017 –  Team Katjoesja Alpecin
- 2018 –  Team Katjoesja Alpecin
- 2019 –  Sporting-Tavira
- 2020 –  Efapel
- 2021 –  RP-Boavista
- 2022 –  RP-Boavista

Armstrong ·
Beppu ·
Bewley ·
Brajkovič ·
Busche ·
Hermans ·
Horner ·
Impey ·
Irizar ·
Fuyu (tot 30/04) ·
Klöden ·
Leipheimer ·
Lequatre ·
Machado · 
McCartney ·
Moeravjov ·
Paulinho ·
Popovytsj ·
Rast ·
Rosseler ·
Rovny ·
Rubiera ·
Selander ·
Steegmans ·
Vaitkus ·   
Zubeldia ·
Avery (stagiair) ·
Phinney (stagiair) ·
Sergent (stagiair) 
Armstrong (tot 16/02) ·
Beppu ·
Bewley ·
Brajkovič ·
Busche ·
Cardoso ·
Deignan ·
Hermans ·
Horner ·
Hunter ·
Irizar ·
King ·
Klöden ·
Kwiatkowski ·
Leipheimer ·
Lequatre ·
Machado · 
McCartney ·
McEwen ·
Moeravjov ·
Oliveira ·
Paulinho ·
Popovytsj ·
Rast ·
Rosseler ·
Rovny ·
Selander ·
Sergent ·
Zubeldia ·
Bennett (stagiair) ·
Parker (stagiair) ·
Sjaloenov (stagiair) 
Bakelants ·
Bennati ·
Bennett ·
Busche ·
Cancellara   ·
Didier ·
Fuglsang ·
Gallopin ·
Gerdemann ·
Hermans ·
Horner ·
Irizar ·
King ·
Klöden ·
Machado ·
Monfort ·
Nizzolo ·
Oliveira ·
Popovytsj ·
Posthuma ·
Rast ·
Rohregger · 
Roulston ·
A. Schleck ·
F. Schleck ·
Sergent ·
Voigt ·
Wagner ·
Zaugg ·
Zubeldia
Bakelants ·
Bennett ·
Busche ·
Cancellara ·
Devolder ·
Didier ·
Gallopin ·
Hermans ·
Hondo ·
Horner ·
Irizar ·
Jungels ·
King ·
Kišerlovski ·
Klöden ·
Machado ·
Monfort ·
Nizzolo ·
Oliveira ·
Popovytsj ·
Rast ·
Rohregger · 
Roulston ·
A. Schleck ·
F. Schleck ·
Sergent ·
Voigt ·
Zubeldia
Bárta · 
Benedetti · 
Bennett · 
Camaño · 
De la Cruz · 
Dempster · 
Huzarski · 
Jarc · 
König · 
Machado · 
Matzka · 
McEvoy · 
Mendes · 
Padour · 
Rowsell · 
Schillinger · 
Schorn · 
Schwarzmann · 
Thwaites · 
Voss  · 
Konrad (stagiair) · 
Krieger (stagiair) · 
Mühlberger (stagiair) 
Belkov · Bystrøm · Caruso · Guarnieri · Haller · Isajtsjev · Koeznetsov · Kolobnev · Kotsjetkov · Kozontsjoek · Kristoff · Lagoetin · Losada · Machado · Moreno · Paolini · Porsev · Rodríguez · Selig · Silin · Smukulis ·  Špilak · Trofimov · Tsatevitsj · Tsjernetski · Vicioso · Vorganov · Vorobjov · Zakarin · Politt (stagiair) · Restrepo (stagiair)
Belkov · Bystrøm · Guarnieri · Haller · Isajtsjev · Koeznetsov · Kotsjetkov · Kozontsjoek · Kristoff · Lagoetin · Losada · Machado · Mamykin · Mørkøv · Politt · Porsev · Restrepo · Rodríguez · Silin · Špilak · Taaramäe · Tsatevitsj · Tsjernetski · Van den Broeck · Vicioso · Vorganov · Vorobjov · Zakarin · Maes (stagiair)
Belkov · Biermans · Bystrøm · Gonçalves · Haller · Hollenstein · Kišerlovski · Koeznetsov · Kotsjetkov · Kristoff  · Lammertink · Losada · Machado · Mamykin · Martin   · Mathis · Mørkøv · Planckaert · Politt · Restrepo · Špilak · Taaramäe · Vicioso · Würtz Schmidt · Zabel · Zakarin · Havik (stagiair)
Belkov · Biermans · Boswell · Cras · Dowsett · Fabbro · Gonçalves · Haas · Haller · Hollenstein · Kittel · Kišerlovski · Koeznetsov · Kotsjetkov · Lammertink · Machado · Martin · Mathis · Planckaert · Politt · Restrepo · Smit · Špilak · Würtz Schmidt · Zabel · Zakarin